# Kaiserslauterni csata
A kaiserslauterni csata 1793. november 28. – november 30. között zajlott le a Lazare Hoche vezette Moselle-i francia hadsereg és a Károly Vilmos Ferdinánd braunschweigi herceg által irányított porosz haderő között, az első koalíciós háborúk idején.

## Előzmények
Miután nem sikerült elfoglalnia a bitche-i erődöt, Braunschweig hercege visszavonult a Vogézekbe. A borzalmas időjárási körülmények között a Moselle-i francia hadsereg  Lazare Hoche vezetésével, akit októberben neveztek ki, üldözte a porosz erőket. Miután elvesztette a kapcsolatot a poroszokkal, Hoche megosztotta a hadseregét, hogy megkeresse őket. Braunschweig hercege talált egy kiváló pozíciót és el is foglalta a Lauter folyó mocsarainál .

## A csata

### Első nap
November 28-án a francia hadsereg három hadoszlopban fejlődött fel: Alexandre Camille Taponier parancsnoksága alatt a jobbszárny, Hoche a centrumban és Jean-Jacques Ambert balszárnyon a porosz állásokkal szemben. Taponier hadoszlopa találkozott először a poroszokkal, támadást indított, és kisebb sikert ért el.  A balszárnyon, Ambert nagy nehezen átevickélt a Lauter folyón és szembetalálta magát Friedrich Adolf von Kalckreuth 6000 emberével és túlerővel nyomást gyakorolt rájuk. Mivel  Ambert-t  a körülzárás veszélye fenyegette, visszavonult, és csatlakozott Hoche középső hadoszlopához.

### Második nap
Másnap, miután a poroszokat megtalálták, a francia hadsereg fő erői átkeltek a folyón. Dubois és Molitor tábornok vezetése alatt előrenyomuló erők a Erlebach-fennsíkon ragadtak és Ambertnek ki kellett menteni őket.  Hoche átszervezte csapatait Otterbergnél és sikertelenül támadta a poroszok balszárnyát néhány század lovassággal. A zavart francia egységek elveszítették a terepet és Ambertnek egész éjjel menetelnie kellett, hogy újra  elérje a francia főerőket. A jobb szárny Taponier vezetésével Kaiserslauternt támadta, de makacs ellenállásba ütközött és a franciákat visszanyomták az erdőbe.

### Harmadik nap
Egy kemény reggeli ágyúzás után Hoche új, vontatott támadást indított a poroszok ellen. A bal szárnyon négy zászlóalj indult Buchberg ellen, de Molitornak nem sikerült megtartani a pozíciót és visszaverték. A francia jobbszárnyon Huet hadosztálya is nehezen tartotta állásait. A centrumban a harc oda-vissza hullámzott a francia és a porosz lovasság között. Miután biztosította a szárnyait, Braunschweig hercege ellentámadást indított Otterberg ellen. Hoche visszavonulást rendelt el, miután 3000 emberét vesztette el a csatában. Mivel a poroszok nem aknázták ki sikerüket, a francia hadsereg képes volt arra, hogy visszavonuljon Moselle folyón át.

## Következmények
A csata után a poroszok Kaiserslauternben maradtak, míg Hoche csapatai Hornbach, Zweibrücken és Pirmasens környékén pihentek. Jó pozíciót vettek fel  és délkelet felé mozogtak, hogy együttműködjenek Pichegru rajnai hadseregével majd számos csatát vívtak decemberben (Fröschwiller, Wissembourg és Geisberg), így az osztrákok kénytelenek voltak visszavonulni a Rajnán átkelve.

## Fordítás
- Ez a szócikk részben vagy egészben  a   Battle of Kaiserslautern című angol Wikipédia-szócikk fordításán alapul.  Az eredeti cikk szerkesztőit annak laptörténete sorolja fel. Ez a jelzés csupán a megfogalmazás eredetét és a szerzői jogokat jelzi, nem szolgál a cikkben szereplő információk forrásmegjelöléseként.